# الحصين بن الحارث
الحُصين بن الحارث بن المطّلب القرشيّ، صحابي من أصحاب النبي محمد ومن أصحاب علي بن أبي طالب.

## سيرته
هو الحُصَيْنِ بن الحارث بن المطّلب بن عبد مناف بن قصيّ، وأُمّه سُخيلة بنت خُزاعي الثّقَفيّة، وهي أُمّ عُبيدة والطّفيل ابني الحارث.
شهد بدرًا هو وأخواه عبيدة والطفيل، فقتل عبيدة بها شهيدًا، وشهد أُحُدًا والمشاهد كلّها مع رسول الله ، وآخى رسول الله  بين الحُصين بن الحارث ورافع بن عَنْجَدَة، وقيل: إنّه آخى بين الحُصين وعبد الله بن جُبير أخي خَوّات بن جبير.
وذكر أبو الوفاء البغدادي، عن ابن عباس، في قوله تبارك وتعالى: ﴿فَمَن كَانَ يَرْجُو لِقَاءَ رَبِّهِ﴾ قال: نزلت في علي، وحمزة، وجعفر، وعبيدة والطفيل والحصين بني الحارث. وروى عبد الغني بن سعيد الثقفي في تفسيره، عن ابن عباس: أنه نزل فيه: ﴿إِنَّ الَّذِينَ يَتْلُون كِتَابَ اللهِ وأَقَامُوا الصَّلاَةَ﴾.
وشهد الحصين معركة صفين مع علي بن أبي طالب، وعن عبيد الله بن أبي رافع: شهد الحُصَين مع علي بن أبي طالب مشاهده. وعده الشيخ الطوسي في أصحاب علي بن أبي طالب، ومات الحصين سنة 30 هـ، وقيل: 31 هـ، وقيل: 32 هـ، وقيل: 33 هـ.
وكان للحصين من الولد عبد الله الشاعر؛ وأمّه أمّ عبد الله بنت عديّ بن خُويلد، وخديجة وهند ابنتي الحصين أطعمهما رسول الله  بخَيْبَر مائةَ وَسْق.